# Mumpf
Mumpf is een gemeente en plaats in het Zwitserse kanton Aargau en maakt deel uit van het district Rheinfelden.
Mumpf telt 1.328 inwoners.